# Pavel Michajlovič Tret'jakov
Pavel Michajlovič Tret'jakov (in russo Па́вел Миха́йлович Третьяко́в?; Mosca, 27 dicembre 1832 – Mosca, 16 dicembre 1898) è stato un collezionista d'arte, imprenditore e gallerista russo, appassionato del XIII secolo russo, inesauribile e instancabile raccoglitore di opere d'arte a lui contemporanee. Nel 1881 aprì un'importante pinacoteca, la celebre galleria Tret'jakov, che poi nel 1892 donò alla città di Mosca e allo Stato. La sua galleria raccolse opere straniere, come dipinti della scuola di Barbizon.
Insieme ad altri uomini d'affari di Mosca fu il fondatore della Banca d'affari di Mosca (divenendone uno dei capi), della società commerciale e industriale di Mosca, di alcune altre grandi aziende. Accumulò  una considerevole fortuna (4,4 milioni di rubli), composta da immobili (5 case a Mosca), titoli, denaro e cambiali. Suo fratello Sergei Tret'jakov era anche un famoso mecenate d'arte e un filantropo.

## Biografia

### La collezione
Tret'jakov iniziò a collezionare arte nel 1854 all'età di 22 anni; il suo primo acquisto furono 10 tele di antichi maestri olandesi. Si pose l'obiettivo di creare una Galleria Nazionale Russa. Nella sua collezione Tret'jakov includeva i prodotti più preziosi e notevoli, prima di tutto i contemporanei, dal 1870 - principalmente membri della società delle mostre d'arte circolanti (Tovariščestvo peredvižnych chudožestvennych vystavok o Peredvižniki, Передвижники in russo). Acquistò dipinti in occasione di mostre e direttamente dagli studi degli artisti, a volte acquistò l'intera serie: nel 1874 acquistò la "serie del Turkestan" di Vasilij Vasil'evič Vereščagin (13 quadri, 133 figure e 81 studi), nel 1880 la sua "serie indiana" (78 studi). Nella sua collezione c'erano oltre 80 studi di Aleksandr Ivanov. Nel 1885 Tret'jakov acquistò 102 studi di Vasilij Dmitrievič  Polenov dipinti dall'artista durante i viaggi attraverso la Turchia, l'Egitto, la Siria e la Palestina.
Acquisì anche la collezione di Viktor Vasnecov degli schizzi realizzati durante il suo lavoro sulla Cattedrale di San Vladimiro a Kiev. Tret'jakov aveva la più completa collezione di artisti come: Vasilij Grigor'evič Perov, Ivan Nikolaevič Kramskoj, Il'ja Repin, Vasilij Surikov, Isaak Il'ič Levitan e Valentin Serov. Aspirando a mostrare gli inizi e lo sviluppo della scuola d'arte nazionale, Tret'jakov iniziò ad acquisire immagini di maestri del XVIII e della prima metà del XIX secolo e punti di riferimento della pittura russa antica. Concepì anche la creazione di un "pantheon russo" - una galleria di ritratti di russi famosi. Commissionò appositamente per esso ritratti di figure della cultura domestica ai principali maestri di questo genere: N.N. Ge, Kramskoj, N.V. Nevrev, Perov, Repin. 
Nel 1870-80 Tret'jakov iniziò anche a collezionare illustrazioni (471 nel 1893) e nel 1890 iniziò a collezionare icone. Durante la sua vita furono conservati nel suo studio e non furono esposti al pubblico. Aveva anche una piccola collezione di sculture (9 sculture entro il 1893).

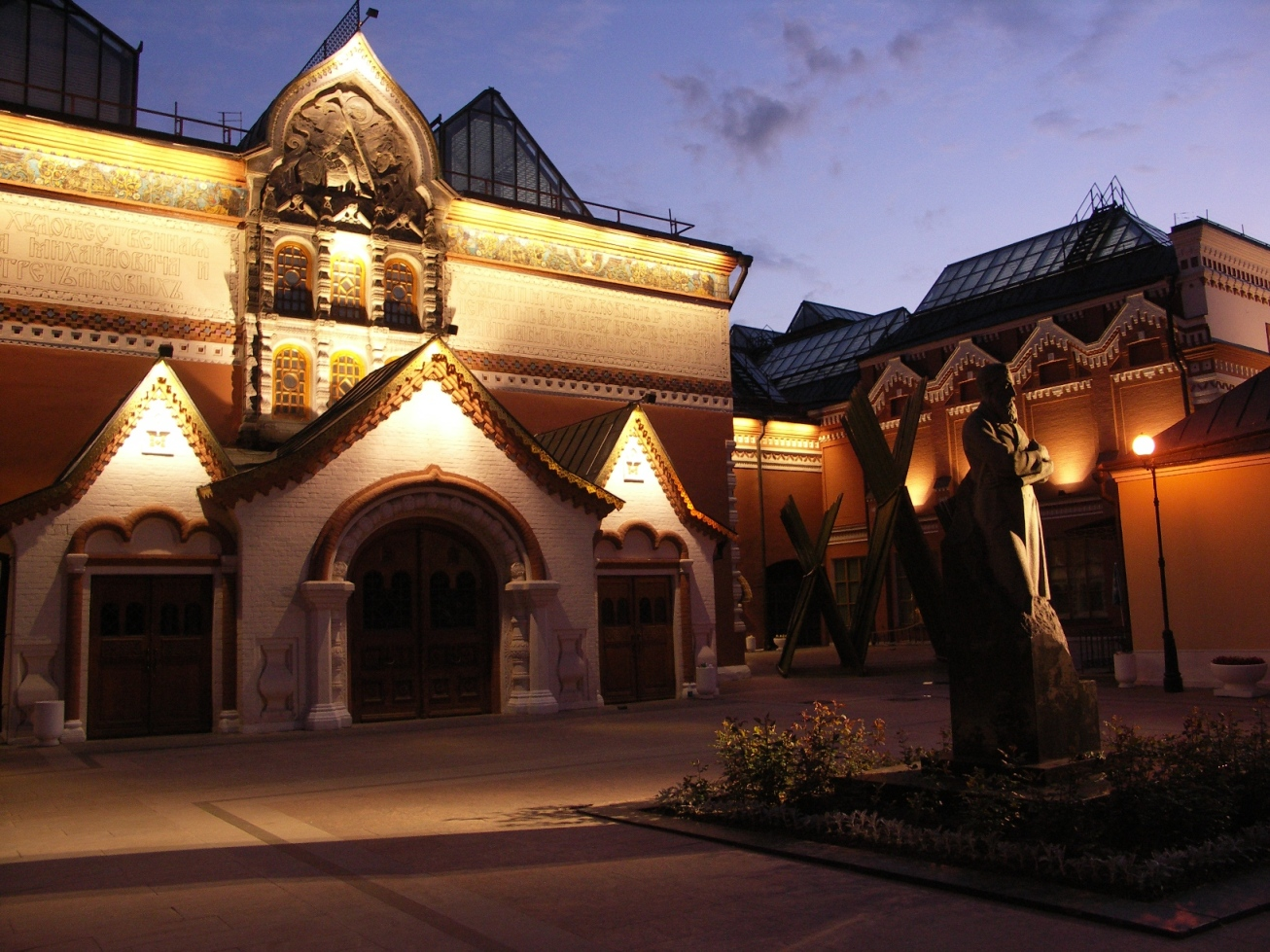
La Galleria Tret'jakov con di fronte una statua di Tret'jakov

All'inizio la galleria si trovava nella casa di Tret'jakov a Lavrušinskij pereulok. Ma man mano che la sua collezione si espandeva, decise di ricostruire la sua casa per ospitarla. Nel 1870-1880 la casa fu ricostruita più volte dall'architetto Kaminski.
Tret'jakov voleva trasferire la galleria in città nel modo più discreto possibile, senza problemi. Non voleva essere al centro dell'attenzione generale e oggetto di gratitudine. Ma questo non era possibile e fu molto insoddisfatto.
Dal 1881 la sua galleria divenne popolare (nel 1885 fu visitata da circa 30 mila persone). Nel 1892 Tret'jakov ereditò una collezione di pittura dell'Europa occidentale da suo fratello e la collocò in due sale della scuola occidentale. La collezione della galleria di Tret'jakov era a quel tempo di pari importanza con i più grandi musei della Russia, e divenne una delle attrazioni di Mosca. Nell'agosto del 1892 Tret'jakov donò la sua collezione e una residenza privata a Mosca. A quel tempo nella collezione c'erano 1287 immagini e 518 grafiche della scuola russa, 75 immagini e 8 figure della scuola dell'Europa occidentale, 15 sculture e una collezione di icone.